# Nancy Andrighi
Fátima Nancy Andrighi GOMM (Soledade, 27 de outubro de 1952) é uma  jurista e magistrada brasileira, atual ministra do Superior Tribunal de Justiça (STJ). Foi corregedora nacional do Conselho Nacional de Justiça (CNJ).

## Formação
Bacharelou-se em Direito em 1975 pela Pontifícia Universidade Católica do Rio Grande do Sul (PUCRS). No ano seguinte, realizou um curso de pós-graduação lato sensu, pela Universidade do Vale do Rio dos Sinos (Unisinos). Defendeu sua tese no curso de pós-graduação e especialização de professores pelo Centro de Ensino Unificado de Brasília (CEUB) em 1983. Concluiu seu curso de pós-graduação em Direito Privado pela Universidade Católica de Brasília em 1998.

## Carreira
Nancy Andrighi iniciou sua carreira no Tribunal de Justiça do Estado do Rio Grande do Sul, onde trabalhou como datilógrafa de 1970 até 1974, ano em que se tornou funcionária do Tribunal Regional Eleitoral do Rio Grande do Sul. Foi, então, cedida para a Defensoria Pública do Estado do Rio Grande do Sul, onde trabalhou de 1975 a 1976, quando ingressou na carreira da magistratura como juíza de direito do Tribunal de Justiça do Rio Grande do Sul. Em 1980, ingressou como juíza do Tribunal de Justiça do Distrito Federal e dos Territórios, sendo promovida a desembargadora em 1992.

### STJ
Em 1999, foi escolhida pelo presidente Fernando Henrique Cardoso para ocupar o cargo de ministra do Superior Tribunal de Justiça pelo terço destinado a desembargadores de Tribunais de Justiça, em vaga deixada por Luiz Vicente Cernicchiaro, que se aposentara. Foi empossada em 27 de outubro de 1999.
Admitida em 1997 à Ordem do Mérito Militar por FHC no grau de Oficial especial, Andrighi foi promovida em 2002 pelo mesmo ao grau de Comendadora. Em 2005, foi promovida pelo presidente Luiz Inácio Lula da Silva ao grau de Grande-Oficial.
Foi eleita pelo plenário do STJ para ocupar o cargo de ministra substituta do Tribunal Superior Eleitoral, biênio (2010 - 2012), na vaga reservada a membros do STJ surgida pela posse como titular do ministro Aldir Passarinho Junior, sendo empossada em 6 de maio de 2010

### TSE
Andrighi assumiu como ministra efetiva no TSE no dia 26 de abril de 2011 e, em 10 de maio do mesmo ano, foi eleita corregedora-geral da Justiça Eleitoral. A ministra foi a primeira mulher a exercer a função de corregedora-geral no tribunal.
Entre as várias atividades que coordenou destacam-se as ações do órgão voltadas à realização das eleições municipais de 2012, para o cumprimento de sua missão de zelar pela lisura do processo eleitoral, especificamente no tocante à supervisão da polícia judiciária eleitoral, de forma a evitar que a prática de crimes eleitorais pudesse comprometer a legitimidade do pleito.
Como corregedora-geral da Justiça Eleitoral aprovou 31 atos normativos, autorizando a realização de revisões de eleitorado em 545 novos municípios, que atingirão mais de 14 milhões de eleitores em 24 estados e no Distrito Federal.
A ministra Nancy Andrighi encerrou em 26 de abril de 2013 seu biênio como ministra efetiva do Tribunal Superior Eleitoral (TSE) e corregedora-geral da Justiça Eleitoral. Nos dois anos que integrou o tribunal, Nancy Andrighi foi relatora de processos de destaque, como os pedidos de registro do Partido Social Democrático (PSD) e do Partido Ecológico Nacional (PEN; atual Patriota), que foram deferidos, e o recurso cujo julgamento decidiu que constitui irregularidade insanável e ato doloso de improbidade administrativa pagamento de subsídios a vereadores a mais do que o previsto pela Constituição Federal, entre outros processos.
Nancy Andrighi também foi a relatora do pedido da Assembleia Legislativa do Amazonas para a redefinição do número de deputados federais por Estado e, como consequência, a adequação da composição das assembleias legislativas e da Câmara Distrital. Por maioria de votos, o plenário do TSE deferiu o pedido na sessão de 9 de abril. A ministra presidiu a audiência pública sobre o tema em maio de 2012.

## Polêmicas
Em 7 de agosto de 2013, o jornal O Estado de S. Paulo noticiou que partiu da já ex-corregedora do tribunal Nancy Andrighi, com confirmação por sua sucessora, ministra Laurita Vaz, a aprovação de um polêmico acordo entre o TSE e o Serasa Experian. Neste acordo, o tribunal entregaria à empresa privada os nomes dos eleitores, número e situação da inscrição eleitoral, além de informações sobre eventuais óbitos.  Após a divulgação do acordo, a presidente do TSE, ministra Cármen Lúcia, defendeu sua suspensão imediata, não aceitando o compartilhamento de informações, nem mesmo para fins judiciais não explicados.
Em 11 de abril de 2018, decidiu encaminhar para a Justiça Eleitoral e não para a força-tarefa da Operação Lava Jato o processo que apura supostas ilegalidades cometidas pelo ex-governador de São Paulo Geraldo Alckmin. O Ministério Público do Estado de São Paulo pediu o envio do processo com urgência, assim que o ex-governador perdeu a proteção de foro privilegiado ao se desincompatibilizar para disputar eleições. A BBC Brasil informou "dias de tensão" e intensa movimentação até que a ministra negasse o pedido do MPF e encaminhasse ao STE.  A BBC informa ainda  que "a Justiça Eleitoral tende a aplicar penas menores (...) se comparados à Justiça comum. O ex-governador publicou nota no Twitter criticando o açodamento dos procuradores. O ex-procurador-geral da República Rodrigo Janot publicou nota no Twitter afirmando ser “tecnicamente, difícil engolir essa”.

## Publicações
Andrighi é autora dos seguintes livros:
- Comentários ao novo código civil, em coautoria com Sidnei Beneti e Vera Lúcia Andrighi, Editora Forense, 2008.
- Juizados Especiais Cíveis e Criminais, em coautoria com Sidnei Beneti, Editora Del Rey, 1996.
- O Juiz na Audiência, em coautoria com Sidnei Beneti, Editora Revista dos Tribunais, 1997.
- Juizados Especiais Cíveis e Criminais do Distrito Federal - Guia Prático, coordenadora da obra.